# قائمة قرارات مجلس الأمن التابع للأمم المتحدة من 2601 إلى 2700
هذه قائمة بقرارات مجلس الأمن التابع للأمم المتحدة رقم 2601 إلى 2700 المعتمدة في الفترة من 29 أكتوبر2021 حتى 19 أكتوبر2023.
| القرارات | التاريخ        | التصويت                                                                                   | المواضيع                                                           |
| -------- | -------------- | ----------------------------------------------------------------------------------------- | ------------------------------------------------------------------ |
| 2601     | 29 أكتوبر 2021 | 15–0–0                                                                                    | حماية التعليم في النزاعات المسلحة                                  |
| 2602     | 29 أكتوبر 2021 | 13–0–2 (امتناع: روسيا الاتحادية وتونس)                                                    | الوضع في الصحراء الغربية                                           |
| 2603     | 29 أكتوبر 2021 | 15–0–0                                                                                    | تمديد ولاية بعثة التحقق التابعة الأمم المتحدة في كولومبيا          |
| 2604     | 3 نوفمبر 2021  | 15–0–0                                                                                    | الوضع في البوسنة والهرسك                                           |
| 2605     | 12 نوفمبر 2021 | 13–0–2 (امتناع: الصين والاتحاد الروسي)                                                    | الوضع في جمهورية أفريقيا الوسطى                                    |
| 2606     | 15 نوفمبر 2021 | 15–0–0                                                                                    | تقارير الأمين العام عن السودان وجنوب السودان                       |
| 2607     | 15 نوفمبر 2021 | 13–0–2 (امتناع: الصين والاتحاد الروسي)                                                    | الوضع في الصومال                                                   |
| 2608     | 3 ديسمبر 2021  | 15–0–0                                                                                    | الوضع في الصومال                                                   |
| 2609     | 15 ديسمبر 2021 | 15–0–0                                                                                    | تقارير الأمين العام عن السودان وجنوب السودان                       |
| 2610     | 17 ديسمبر 2021 | 15–0–0                                                                                    | تهديدات الأعمال الإرهابية للسلم والأمن الدوليين                    |
| 2611     | 17 ديسمبر 2021 | 15–0–0                                                                                    | تهديدات الأعمال الإرهابية للسلم والأمن الدوليين                    |
| 2612     | 20 ديسمبر 2021 | 15–0–0                                                                                    | الوضع فيما يتعلق بجمهورية الكونغو الديمقراطية                      |
| 2613     | 21 ديسمبر 2021 | 15–0–0                                                                                    | الوضع في الشرق الأوسط                                              |
| 2614     | 21 ديسمبر 2021 | 15–0–0                                                                                    | الوضع في الصومال                                                   |
| 2615     | 22 ديسمبر 2021 | 15–0–0                                                                                    | التهديدات للسلم والأمن الدوليين من جراء الأعمال الإرهابية          |
| 2616     | 22 ديسمبر 2021 | 12–0–3 (امتناع: الصين والهند والاتحاد الروسي)                                             | صون السلم والأمن الدوليين                                          |
| 2617     | 30 ديسمبر 2021 | 15–0–0                                                                                    | تهديدات الأعمال الإرهابية للسلم والأمن الدوليين                    |
| 2618     | 27 يناير 2022  | 15–0–0                                                                                    | الوضع في قبرص                                                      |
| 2619     | 31 يناير 2022  | 15–0–0                                                                                    | الوضع في ليبيا                                                     |
| 2620     | 15 فبراير 2022 | 15–0–0                                                                                    | تقارير الأمين العام عن السودان وجنوب السودان                       |
| 2621     | 22 فبراير 2022 | 15–0–0                                                                                    | الوضع بين العراق والكويت                                           |
| 2622     | 25 فبراير 2022 | 15–0–0                                                                                    | عدم انتشار أسلحة الدمار الشامل                                     |
| 2623     | 27 فبراير 2022 | 11–1–3 (ضد: الاتحاد الروسي ؛ الامتناع عن التصويت: الإمارات العربية المتحدة والصين والهند) | جلسة خاصة طارئة للجمعية العامة بشأن أوكرانيا                       |
| 2624     | 28 فبراير 2022 | 11–0–4 (امتناع: البرازيل وأيرلندا والمكسيك والنرويج)                                      | الوضع في اليمن                                                     |
| 2625     | 15 مارس 2022   | 13–0–2 (امتناع: الصين والاتحاد الروسي)                                                    | تقارير الأمين العام عن السودان وجنوب السودان                       |
| 2626     | 17 مارس 2022   | 14–0–1 (امتناع: الاتحاد الروسي)                                                           | الوضع في أفغانستان                                                 |
| 2627     | 25 مارس 2022   | 15–0–0                                                                                    | منع انتشار الاسلحة النووية / جمهورية كوريا الشعبية الديمقراطية     |
| 2628     | 31 مارس 2022   | 15–0–0                                                                                    | الوضع في الصومال                                                   |
| 2629     | 29 أبريل 2022  | 15–0–0                                                                                    | الوضع في ليبيا                                                     |
| 2630     | 12 مايو 2022   | 15–0–0                                                                                    | تقارير الأمين العام عن السودان وجنوب السودان                       |
| 2631     | 26 مايو 2022   | 15–0–0                                                                                    | الوضع المتعلقة بالعراق                                             |
| 2632     | 26 مايو 2022   | 15–0–0                                                                                    | الوضع في الصومال                                                   |
| 2633     | 26 مايو 2022   | 10–0-5 (امتناع: الصين وغابون والهند وكينيا والاتحاد الروسي)                               | تقارير الأمين العام عن السودان وجنوب السودان                       |
| 2634     | 31 مايو 2022   | 15–0–0                                                                                    | الأمن البحري ومكافحة القرصنة في خليج غينيا                         |
| 2635     | 3 يونيو 2022   | 14–0–1 (امتناع: الاتحاد الروسي)                                                           | الوضع في ليبيا                                                     |
| 2636     | 3 يونيو 2022   | 15–0–0                                                                                    | تقارير الأمين العام عن السودان وجنوب السودان                       |
| 2637     | 22 يونيو 2022  | 14–0–1 (امتناع: الاتحاد الروسي)                                                           | الآلية الدولية لتصريف الأعمال المتبقية للمحكمتين الجنائيتين        |
| 2638     | 22 يونيو 2022  | اعتُمد بدون تصويت                                                                          | وفاة أنطونيو أوغوستو كانسادو ترينداد وانتخابه لمحكمة العدل الدولية |
| 2639     | 27 يونيو 2022  | 15–0–0                                                                                    | الوضع في الشرق الأوسط                                              |
| 2640     | 29 يونيو 2022  | 13–0–2 (امتناع: الصين والاتحاد الروسي)                                                    | الوضع في مالي                                                      |
| 2641     | 30 يونيو 2022  | 10–0-5 (امتناع: الصين ، وغابون ، وغانا ، وكينيا ، والاتحاد الروسي)                        | الوضع في جمهورية الكونغو الديمقراطية                               |
| 2642     | 12 يوليو 2022  | 12–0–3 (امتناع: فرنسا والمملكة المتحدة والولايات المتحدة)                                 | الوضع في سوريا                                                     |
| 2643     | 13 يوليو 2022  | 15–0–0                                                                                    | الوضع في اليمن                                                     |
| 2644     | 13 يوليو 2022  | 15–0–0                                                                                    | الوضع في ليبيا                                                     |
| 2645     | 15 يوليو 2022  | 15–0–0                                                                                    | السؤال المتعلق بهايتي                                              |
| 2646     | 28 يوليو 2022  | 15–0–0                                                                                    | الوضع في قبرص                                                      |
| 2647     | 28 يوليو 2022  | 12–0–3 (امتناع: غابون وغانا وكينيا)                                                       | الوضع في ليبيا                                                     |
| 2648     | 29 يوليو 2022  | 10–0-5 (امتناع: الصين ، وغابون ، وغانا ، وكينيا ، والاتحاد الروسي)                        | الوضع في جمهورية أفريقيا الوسطى                                    |
| 2649     | 30 أغسطس 2022  | 15–0–0                                                                                    | الوضع في مالي                                                      |
| 2650     | 31 أغسطس 2022  | 15–0–0                                                                                    | الوضع في لبنان                                                     |
| 2651     | 15 سبتمبر 2022 | 15–0–0                                                                                    | التهديدات للسلم والأمن الدوليين                                    |
| 2652     | 29 سبتمبر 2022 | 15–0–0                                                                                    | صون السلم والأمن الدوليين                                          |
| 2653     | 21 أكتوبر 2022 | 15–0–0                                                                                    | القضية المتعلقة بهايتي                                             |
| 2654     | 27 أكتوبر 2022 | 13–0–2 (امتناع: كينيا والاتحاد الروسي)                                                    | الوضع فيما يتعلق بالصحراء الغربية                                  |
| 2655     | 27 أكتوبر 2022 | 15–0–0                                                                                    | تمديد ولاية بعثة التحقق التابعة الأمم المتحدة في كولومبيا          |
| 2656     | 28 أكتوبر 2022 | 15–0–0                                                                                    | الوضع في ليبيا                                                     |
| 2657     | 31 أكتوبر 2022 | 14–0–1 (امتناع: الصين)                                                                    | الوضع في الصومال                                                   |
| 2658     | 2 نوفمبر 2022  | 15–0–0                                                                                    | الوضع في البوسنة والهرسك                                           |
| 2659     | 14 نوفمبر 2022 | 12–0–3 (امتناع: الصين والغابون والاتحاد الروسي)                                           | الوضع في جمهورية أفريقيا الوسطى                                    |
| 2660     | 14 نوفمبر 2022 | 15–0–0                                                                                    | تقارير الأمين العام عن السودان وجنوب السودان                       |
| 2661     | 15 نوفمبر 2022 | 15–0–0                                                                                    | الوضع في الصومال                                                   |
| 2662     | 17 نوفمبر 2022 | 11–0–4 (امتناع: الصين والغابون وغانا والاتحاد الروسي)                                     | الوضع في الصومال                                                   |
| 2663     | 30 نوفمبر 2022 | 15–0–0                                                                                    | منع انتشار أسلحة الدمار الشامل                                     |
| 2664     | 9 ديسمبر 2022  | 14–0–1 (امتناع: الهند)                                                                    | مسائل عامة تتعلق بالعقوبات                                         |
| 2665     | 16 ديسمبر 2022 | 15–0–0                                                                                    | التهديدات للسلم والأمن الدوليين من جراء الأعمال الإرهابية          |
| 2666     | 20 ديسمبر 2022 | 15–0–0                                                                                    | الوضع في جمهورية الكونغو الديمقراطية                               |
| 2667     | 20 ديسمبر 2022 | 15–0–0                                                                                    | الوضع في جمهورية الكونغو الديمقراطية                               |
| 2668     | 21 ديسمبر 2022 | 15–0–0                                                                                    | عمليات الأمم المتحدة لحفظ السلام                                   |
| 2669     | 21 ديسمبر 2022 | 12–0–3 (امتناع: الصين والهند والاتحاد الروسي)                                             | الوضع في ميانمار                                                   |
| 2670     | 21 ديسمبر 2022 | 15–0–0                                                                                    | الوضع في الصومال                                                   |
| 2671     | 22 ديسمبر 2022 | 15–0–0                                                                                    | الوضع في الشرق الأوسط                                              |
| 2672     | 9 يناير 2023   | 15–0–0                                                                                    | الوضع في سوريا                                                     |
| 2673     | 11 يناير 2023  | 15–0–0                                                                                    | تمديد ولاية بعثة الأمم المتحدة للتحقق في كولومبيا                  |
| 2674     | 30 يناير 2023  | 15–0–0                                                                                    | الوضع في قبرص                                                      |
| 2675     | 15 فبراير 2023 | 15–0–0                                                                                    | الوضع في اليمن                                                     |
| 2676     | 8 مارس 2023    | 13–0–2 (امتناع: الصين والاتحاد الروسي)                                                    | تقارير الأمين العام عن السودان وجنوب السودان                       |
| 2677     | 15 مارس 2023   | 13–0–2 (امتناع: الصين والاتحاد الروسي)                                                    | تقارير الأمين العام عن السودان وجنوب السودان                       |
| 2678     | 16 مارس 2023   | 15–0–0                                                                                    | الوضع في أفغانستان                                                 |
| 2679     | 16 مارس 2023   | 15–0–0                                                                                    | الوضع في أفغانستان                                                 |
| 2680     | 23 مارس 2023   | 15–0–0                                                                                    | عدم الانتشار / جمهورية كوريا الشعبية الديمقراطية                   |
| 2681     | 27 أبريل 2023  | 15–0–0                                                                                    | الوضع في أفغانستان                                                 |
| 2682     | 30 مايو 2023   | 15–0–0                                                                                    | الوضع في العراق                                                    |
| 2683     | 30 مايو 2023   | 10–0–5 (امتناع: الصين والغابون وغانا وموزمبيق والاتحاد الروسي)                            | تقارير الأمين العام عن السودان وجنوب السودان                       |
| 2684     | 2 يونيو 2023   | 14–0–1 (امتناع: الاتحاد الروسي)                                                           | الوضع في ليبيا                                                     |
| 2685     | 2 يونيو 2023   | 15–0–0                                                                                    | تقارير الأمين العام عن السودان وجنوب السودان                       |
| 2686     | 14 يونيو 2023  | 15–0–0                                                                                    | صون السلم والأمن الدوليين                                          |
| 2687     | 27 يونيو 2023  | 15–0–0                                                                                    | الوضع في الصومال                                                   |
| 2688     | 27 يونيو 2023  | 15–0–0                                                                                    | الوضع في جمهورية الكونغو الديمقراطية                               |
| 2689     | 29 يونيو 2023  | 15–0–0                                                                                    | الوضع في الشرق الأوسط                                              |
| 2690     | 30 يونيو 2023  | 15–0–0                                                                                    | الوضع في مالي                                                      |
| 2691     | 10 يوليو 2023  | 15–0–0                                                                                    | الوضع في اليمن                                                     |
| 2692     | 14 يوليو 2023  | 15–0–0                                                                                    | الوضع في هايتي                                                     |
| 2693     | 27 يوليو 2023  | 13–0–2 (امتناع: الصين والاتحاد الروسي)                                                    | الوضع في جمهورية أفريقيا الوسطى                                    |
| 2694     | 2 أغسطس 2023   | 15–0–0                                                                                    | تمديد ولاية بعثة الأمم المتحدة للتحقق في كولومبيا                  |
| 2695     | 31 أغسطس 2023  | 13–0–2 (امتناع: الصين والاتحاد الروسي)                                                    | الوضع في لبنان                                                     |
| 2696     | 7 سبتمبر 2023  | 15–0–0                                                                                    | الوضع في الصومال                                                   |
| 2697     | 15 سبتمبر 2023 | 15–0–0                                                                                    | تهديدات السلم والأمن الدوليين                                      |
| 2698     | 29 سبتمبر 2023 | 14–0–1 (امتناع: الاتحاد الروسي)                                                           | صون السلم والأمن الدوليين                                          |
| 2699     | 2 أكتوبر 2023  | 13–0–2 (امتناع: الصين والاتحاد الروسي)                                                    | الوضع في هايتي                                                     |
| 2700     | 19 أكتوبر 2023 | 15–0–0                                                                                    | الوضع في هايتي                                                     |